# Бюлер, Карл Яковлевич
Барон Карл Яковлевич Бюлер (1749—1811) — русский дипломат и сенатор.
Получил образование в Тюбингенском и Геттингенском университетах. В конце 1772 г. его дядя, российский посланник при Нижне-Саксонском округе Ф. И. Гросс отправил Бюлера в Петербург с различными делами и по приезде туда тот был в 1773 г. принят на русскую службу и назначен переводчиком в канцелярию вышеупомянутого Гросса.
В 1776 г. произведён в титулярные советники, а в 1780 г. в коллежские асессоры. 14 ноября 1781 г. барон Бюлер — советник посольства во Франкфурт-на-Майне с назначением состоять при графе Н. П. Румянцеве. 12 февраля 1786 г. произведён в канцелярии советники, в 1787 г. командирован к князю Г. А. Потёмкину, назначен начальником его дипломатической канцелярии для ведения переписки на иностранных языках и начальником полевых почт.
14 апреля 1789 г. — статский советник, в декабре месяце назначен чрезвычайным посланником и полномочным министром к Курфюрсте Баваро-Пфальцском. В 1791 г. был отправлен в Вену для поздравления Императора Леопольда II с восшествием на престол; кроме того, ему было поручено узнать намерения Венского Кабинета относительно военных действий против общего неприятеля. Затем Бюлер отправился на конгресс в Яссы, где он состоял при графе А. А. Безбородко. По заключении мира Бюлер вернулся в Петербург.
12 февраля 1792 г. произведён в действительные статские советники с назначением в Польшу в качестве полномочного министра при Тарговицкой конфедерации. С уничтожением этой конфедерации он остался в Гродно до закрытия последнего польского сейма. 2 сентября 1793 г. награждён орденом Владимира 2 ст. В 1794 г. в Польше вспыхнуло восстание Костюшко, Бюлер был схвачен восставшими и отправлен в Варшаву, где содержался вместе с дипломатическим секретарём графа О. А. Игельстрома П. Г. Дивовым в арсенале под арестом около 8 месяцев, затем вернулся в Петербург.
20 февраля 1795 г. вернулся к исполнению обязанностей полномочного министра при Мюнхенском дворе. 5 апреля 1797 г., в день коронации Павла І, он был произведён в тайные советники и в том же году был командирован с особыми поручениями сначала в Штутгарт ко двору родителей императрицы Марии Фёдоровны, а потом в Регенсбург на имперский сейм. 22 февраля 1798 г. он получил орден св. Анны 1-й ст.
В 1799 г., согласно полученной им от Императора Павла инструкции, вёл переговоры с курфюрстом Баварским по делам Мальтийского ордена, 29 декабря того же года по представлению А. В. Суворова награждён орденом св. Александра Невского за оказание дипломатической поддержки при проходе русских войск через Баварию.
В 1802 г. барон Бюлер получил важное дипломатическое поручение по составлению в Регенсбурге, вместе с французским министром Лафоре, акта ручательства относительно определенного на тамошнем сейме, при посредничестве России и Франции, обращения духовных имений в светское владение и вознаграждения Имперских князей и чинов. 8 сентября 1803 г. награждён орденом Св. Иоанна Иерусалимского большого креста.
26 января 1808 г. был отозван из Баварии и вернулся в Петербург, где 7 октября 1810 г. был назначен присутствовать в Правительствующем сенате и вместе с тем быть членом Государственной Коллегии Иностранных дел. 10 октября того же 1810 г. ему было повелено присутствовать во II-м отделении 3-го департамента Сената.
Скончался в Петербурге и погребён на Смоленском Лютеранском кладбище.